# Hedvig Törnquist
Hedvig Katarina Elisabeth Törnquist, född 11 juni 1873 i Stockholm, död 18 december 1930 i Stockholm, var en svensk målare och grafiker.
Hon var dotter till professorn Henrik Albert Törnquist och Adèle Elisabet Mineur och gift med ingenjören Axel Wilhelmsson Johnson. Törnquist studerade vid Konstakademien i Stockholm 1893–1897 och samtidigt deltog hon i Axel Tallberg etsningsskola. Hennes konst består huvudsakligen av målningar och etsningar. 